# Saison 12 de Bobino
Cet article concerne la saison 12 de la série télévisée québécoise Bobino. L'émission est diffusée à 16 h.

## Saison 12 (1968 - 1969)
1. Bobino et Bobinette ont fait l’acquisition d'une librairie et s’y installent.  Cela ne se passe pas sans que Bobinette fasse des siennes.  Réalisation : Jean-Paul Leclerc.  Diffusion : le lundi 14 octobre 1968. Premier épisode de la saison.
2. Bobinette veut guérir le général Garde-à-vous de manger des oreillers lorsqu’il est en colère.  On présente dans cet épisode les dessins animés suivants: Les Histoires du Magicien d'Oz (titre anglais: Tales of the Wizard of Oz (en): épisode à déterminer; Dessin absent mais probablement la suite de Les Aventures de Tintin, d'après Hergé: titre: Le Secret de la Licorne; Dessin animé absent.  Une émission tournée originellement en couleur mais conservée aux Archives de Radio-Canada en Kinéscope noir et blanc.  Diffusion : le mardi 15 octobre 1968[1].
3. Bobinette s’organise pour que le général puisse habiter dans le débarras au-dessus de la librairie.  Diffusion : le mercredi 16 octobre 1968.
4. Pendant que Bobino est affairé à vendre des livres, Bobinette prépare un système de douche pour le général Garde-à-vous.  Diffusion : le jeudi 17 octobre 1968.
5. Bobinette se cherche de bonnes raisons pour ne pas retourner à ses cours du soir.  Elle va même jusqu’à vendre à une cliente les livres scolaires qui lui sont destinés.  Diffusion : le vendredi 18 octobre 1968.
6. Bobino et Bobinette jouent à la fable « Le Lion et le rat ».  Bobinette, qui a emprisonné Bobino sous un grand filet, oublie de le libérer.  Diffusion : le lundi 21 octobre 1968.
7. Bobinette cherche de bons moyens pour écouler les gommes à effacer  qui restent en magasin, y compris l’utilisation de pétards à la mine de crayons qui forceront les clients à acheter des gommes pour effacer le dégât.  Diffusion : le mardi 22 octobre 1968.
8. Bobino se déguise en professeur Barbenzinc (vieux professeur très distrait) pour prouver à Bobinette qu’elle n’a pas de patience avec les clients distraits[2],[3].  On présente dans cet épisode les dessins animés suivants: Les Histoires du Magicien d'Oz (titre anglais: Tales of the Wizard of Oz (en): épisode: Maurice-la-Mitrailleuse; Les Aventures de Tintin, d'après Hergé: titre: Le Secret de la Licorne: sous-titre: Embuscade; Les nouvelles aventures de Pinocchio (titre anglais : The New Adventures of Pinocchio (1960 TV program) (en)): épisode: Court Circuit.  Diffusion : le mercredi 23 octobre 1968[4].
9. Bobinette fabrique des crayons à bille pour le magasin en utilisant des petits pois comme billes et des tuyaux assortis comme manches de crayons.  Diffusion : le jeudi 24 octobre 1968.
10. Bobino et Bobinette balaient les feuilles mortes, mais ont des problèmes avec le vent qui les ramène toujours.  Diffusion : le vendredi 25 octobre 1968.
11. Bobinette a besoin d’un modèle de pingouin pour un dessin scolaire et Bobino met un habit à queue pour présider le congrès des libraires.  Diffusion : le lundi 26 octobre 1968.
12. Bobinette trouve que les cartes postales vendues à la librairie sont trop sérieuse. Elle se déguise en représentant et propose à Bobino de nouveaux modèles  plus saugrenus.  Diffusion : le mardi 29 octobre 1968.
13. Bobinette installe une succursale de la librairie au milieu du jardin.  Elle s’organise pour que les clients délaissent la librairie-mère et viennent à sa succursale.  Diffusion : le mercredi 30 octobre 1968.
14. En l’honneur de l’Halloween, Bobinette organise une quête pour l’UNICEF.  Bobino se déguise en ours et est entraîné dans une aventure épouvantable.  Diffusion : le jeudi 31 octobre 1968.
15. Bobinette récrit l’histoire du Petit Chaperon rouge qu’elle trouve trop insignifiante pour les lecteurs comme le général Garde-à–vous.  Diffusion : le vendredi 1er novembre 1968.
16. Le téléphone du général est détraqué.  Bobino a une bonne idée : le général jouera divers airs à la trompette.  Diffusion : le lundi 4 novembre 1968.
17. Le professeur Barbenzinc et M. plumeau prétendent que les journaux vendus à la librairie sont écrits en caractères chinois.  Diffusion : le mardi 5 novembre 1968.
18. Bobino chasse un renard qui se promène dans le quartier.  Bobinette veut lui prouver que les renards ne sont pas des bêtes  nuisibles, mais intellectuelles, à qui il arrive de se plonger dans la lecture de livres savants.  Diffusion : le mercredi 6 novembre 1968.
19. En faisant de la gymnastique, Bobino se donne un torticolis.  Bobinette cherche des solutions pour  qu’il n’ait pas à souffrir de ce mal.  Diffusion : le jeudi 7 novembre 1968.
20. Bobinette veut prouver à Bobino l’existence de Superboum, un robot-justicier.  Elle se déguise en Superboum.  Diffusion : le vendredi 8 novembre 1968.
21. Bobino explique à Bobinette comment fonctionnent les gouttières qu’on installe sur le bord des toits des maisons.  Diffusion : le lundi 11 novembre 1968.
22. Le professeur Barbenzinc, toujours distrait, prend la librairie pour un magasin de vêtement.  Pour s’en débarrasser, Bobinette lui dit d’appeler le général Garde-à-vous.  Diffusion : le mardi 12 novembre 1968.
23. Bobinette fait jouer Bobino au jeu de l’âne qui consiste à placer, tout en ayant les yeux bandés, une queue d’âne sur un dessin représentant un âne sans queue.  Diffusion : le mercredi 13 novembre 1968.
24. Bobino, sur les conseils de Bobinette, se déguise en hippie pour donner un caractère moderne à la librairie.  Diffusion : le jeudi 14 novembre 1968.
25. Le général fait  des plans de camp volant pour ses grandes manœuvres.  Cela suggère à Bobinette de transformer la librairie en librairie volante pour vendre des livres aux quatre coins du monde.  Diffusion : le vendredi 15 novembre 1968.
26. Bobino veut essayer un nouveau modèle d’appareil à nettoyer les chapeaux, sur le chapeau du général.  Diffusion : le lundi 18 novembre 1968.
27. Bobinette veut élever des visons pour avoir un manteau à peu de frais lorsqu’elle sera plus grande.  Bobino se déguise en trappeur ruiné pour la convaincre qu’elle va nuire au commerce de sa profession.  Diffusion : le mardi 19 novembre 1968.
28. Mlle Prune commande, pour son neveu, une pochette de timbres-poste et un album pour les coller.  Bobinette, croyant bien faire, colle tous les timbres dans l’album.  Diffusion : le mercredi 20 novembre 1968.
29. Bobino prépare tout ce qu’il faut pour installer un lavabo.  Bobinette cache un mini-pétard à la farine dans les tuyaux.  Diffusion : le jeudi 21 novembre 1968.
30. À titre publicitaire, Bobinette fabrique de la soupe selon la recette d’un livre de cuisine vendu à la librairie familiale :  elle veut faire goûter  sa soupe aux clients pour leur montrer la valeur du livre et le leur faire acheter.  Diffusion : le vendredi 22 novembre 1968.
31. En l’honneur de la Sainte-Catherine, on prépare une partie à la librairie.  Gustave fabrique de la tire et Bobino achète des décorations.  Diffusion : le lundi 25 novembre 1968.
32. Bobinette, déguisée, se fait passer pour Léonard de Vinci, revenu sur terre afin d’exécuter un portrait de Bobino.  Diffusion : le mardi 26 novembre 1968.
33. Bobinette trouve que les clients se font rares à la librairie et décide de préparer, pour les attirer, des annonces commerciales à la télévision.  Diffusion : le mercredi 27 novembre 1968.
34. Il n’y a plus d’enveloppes « par avion » à la librairie.  Bobinette se déguise en représentant et propose des modèles de toutes sortes à son grand frère.  Diffusion : le jeudi 28 novembre 1968.
35. Bobinette se lance dans la haute couture et veut confectionner une robe pour le temps des Fêtes.  Diffusion : le vendredi 29 novembre 1968.
36. Le général Garde-à-vous veut battre son record de vitesse à cheval.  Bobinette lui cherche un talisman.  Diffusion : le lundi 2 décembre 1968.
37. Bobinette écrit un livre en pseudo-chinois, pour mettre dans la vitrine de la librairie et donner un caractère international à ce commerce familial.  Diffusion : le mardi 3 décembre 1968.
38. Le professeur Barbenzinc veut un livre de chimie pour faire des expériences dans sa chambre, à l’auberge.  Bobinette, craignant qu’il ne fasse sauter l’auberge, lui porte un livre de recettes culinaires.  Diffusion : le mercredi 4 décembre 1968.
39. Bobinette veut une fronde pour jouer à Thierry la Fronde mais Bobino refuse de la lui donner.  Elle décide d’user d’un stratagème pour parvenir à ses fins.  Diffusion : le jeudi 5 décembre 1968.
40. Bobinette a besoin d’un sapin de Noël pour décorer l’intérieur de la librairie.  Elle décide de le fabriquer avec des cintres en bois en guise de branches.  Diffusion : le vendredi 6 décembre 1968.
41. Bobinette veut transformer Tapageur en père Noël de magasin pour les temps des Fêtes.  Diffusion : le lundi 9 décembre 1968.
42. Bobinette fabrique une machine pour emballer les livres.  Elle fait un essai en utilisant une boîte vide, en guide de livre, dans laquelle elle a mis des vieilles chaussettes de Bobino pour faire du poids.  Bobino livrera ces chaussettes à Mlle Prune en croyant lui livrer un livre. Diffusion : le mardi 10 décembre 1968.
43. Bobinette est aux petits soins avec Bobino : elle ne veut pas qu’il se surmène et va jusqu’à fermer la librairie et faire couper le téléphone.  Diffusion : le mercredi 11 décembre 1968.
44. Bobino attend un représentant en encre.  Bobinette se déguise en représentant et vient lui proposer toutes sortes d’encre. Diffusion : le jeudi 12 décembre 1968.
45. Bobinette croit que Bobino a oublié de lui faire la robe neuve qu’il lui avait promise pour Noël. Elle cherche un moyen de le lui rappeler sans le vexer.  Diffusion : le vendredi 13 décembre 1968.
46. Bobinette a décidé d’hiberner comme les ours et de passer l’hiver à dormir dans un trou d’arbre. Diffusion : le lundi 16 décembre 1968, à 17:30.
47. Bobino a envoyé le chapeau du général à réparer chez le chapelier.  De son côté, Bobinette a commandé un chapeau pour Mlle Prune chez ce même chapelier.  Diffusion : le mardi 17 décembre 1968, à 17:30.
48. Bobinette et Bobino jouent à Robinson Crusoé.  Bobinette, qui tient le rôle de Robinson, profite de ce que Bobino s’est endormi pour lui peindre sur le visage le masque de guerre de Vendredi.  Diffusion : le mercredi 18 décembre 1968, à 17:30.
49. Le général veut manger une omelette, mais Gustave n’a pas trouvé d’œufs pour la faire.  On craint qu’il ne fasse une colère terrible et dévore des oreillers, selon son habitude.  Diffusion : le jeudi 19 décembre 1968.
50. Le général voulait envoyer des cartes de souhaits à tous ses soldats, mais comme une seule carte de Noël lui plaisait dans chacun des assortiments présentés par Bobinette, celle-ci l’a autorisé à n’acheter qu’une carte par boîte dans cinq cents boîtes différentes. Diffusion : le vendredi 20 décembre 1968.
51. Bobinette, croyant que le haut-parleur que Bobino veut installer à la porte de la librairie ne fonctionnent pas, le démonte pour le réparer.  Diffusion : le lundi 23 décembre 1968.
52. Bobinette a peur que le petit Jésus n’ait froid dans la crèche fabriquée par Bobino.  Elle décide d’installer un système de chauffage à l’aide d’un séchoir à cheveux.  Diffusion : le mardi 24 décembre 1968.
53. Monsieur Plumeau n’a pas eu de cadeau pour Noël.  Bobinette, qui a bon cœur, décide de lui en faire un et, déguisée en Père Noël, lui fait don de la librairie familiale.  Diffusion : le mercredi 25 décembre 1968.
54. La machine à laver de Bobinette est cassée.  Comme son grand frère doit la réparer et qu’elle n’a pas confiance en ses talents, elle décide de s’en fabriquer une.  Diffusion : le jeudi 26 décembre 1968.
55. Bobino peint un tableau pour le général.  Bobinette craint que cette peinture ne plaise pas à son destinataire et décide de lui en f aire une elle-même.  Diffusion : le vendredi 27 décembre 1968.
56. Bobinette prétend que si le serpent de mer existant vraiment, elle n’aurait pas peur de lui et serait capable de le charmer avec une petite flûte.  Bobino décide de mettre fin à ses vantardises.  Diffusion : le lundi 30 décembre 1968.
57. À l’occasion de la fin de l’année, Bobinette s’arrange pour obtenir de Bobino une rétrospective saugrenue des événements principaux qui se sont déroulés à la librairie, en 1968.  Diffusion : le mardi 31 décembre 1968.
58. Bobino a invité tous les amis de la librairie à un « party » de jour de l’An.  Au moment de les recevoir, il s’aperçoit, contre ses prévisions,qu’il n’aura rien pour le repas qu’il leur avait annoncé.  Que va-t-il se passer?  Le général fera-t-il une colère?  Diffusion : le mercredi 1er janvier 1969.
59. Le professeur Barbenzinc oublie de raccrocher son récepteur après chaque appel téléphonique à la librairie.  Bobinette décide de trouver un moyen de corriger le professeur de sa fâcheuse habitude.  Diffusion : le jeudi 2 janvier 1969.
60. Le général est très malhabile sur des patins à glace et Bobinette décide d’inventer un système qui lui permettra de patiner sans danger.  Diffusion : le vendredi 3 janvier 1969.
61. Bobino prépare un gâteau pour tirer les rois, mais Bobinette a peur qu’il y ait des jaloux et remplit la pâte de fèves pour que tout le monde en trouve.  Bobino s’en aperçoit.  Diffusion : le lundi 6 janvier 1969.
62. Bobinette trouve que Tapageur est une cible trop grande dans les parties de boules de neige.  Elle décide d’utiliser, pour le rapetisser, une veille recette de son ancêtre lord Bobino.  Diffusion : le mardi 7 janvier 1969.
63. Aucune description.  Diffusion : le mercredi 8 janvier 1969.
64. Bobinette décide qu’à la librairie on vendra dorénavant des livres audio-visuels et elle en prépare en glissant des disques de sa composition dans les livres en vente.  Diffusion : le jeudi 9 janvier 1969.
65. Bobino explique à Bobinette comment les oies du Capitole ont sauvé la ville de Rome.  Bobinette trouve dans ce fait historique une source nouvelle pour ses idées saugrenues.  Diffusion : le vendredi 10 janvier 1969.
66. Le général Garde-à-vous veut apprendre quelques rudiments de la langue espagnole pour accueillir un général argentin qui doit venir lui rendre visite.  Bobinette veut l’aider.  Diffusion : le lundi 13 janvier 1969.
67. Bobino raconte à Bobinette comment Bernard Palissy a sacrifié ses meuble pour mettre au point une nouvelle sorte d’émail.  Bobinette décide de prendre Bernard pour modèle.  Diffusion : le mardi 14 janvier 1969.
68. Bobinette veut participer à un concours de chant amateur et, pour ce faire, elle compose de nouvelles paroles sur la chanson de Jean-Pierre Ferland « Je reviens chez nous ».  Diffusion : le mercredi 15 janvier 1969.
69. Bobino raconte à Bobinette l’histoire du jardin des Hespérides.  Ce qui donne à Bobinette l’idée de la jouer : lui, fera Hercule, et elle, le dragon Ladon chargé de la garde du jardin.  Diffusion : le jeudi 16 janvier 1969.
70. Mademoiselle Prune trouve que dans les revues de la librairie les modèles de chapeaux ne sont pas assez originaux; Bobinette décide de lui en fabriquer un vraiment excentrique.  Diffusion : le vendredi 17 janvier 1969.
71. Bobino a trouvé dans la librairie un livre grignoté par une souris.  Il installe des pièges pour attraper cette dernière.  Bobinette  imagine un système encore plus ingénieux.  Diffusion : le lundi 20 janvier 1969.
72. Le professeur Barbenzinc, toujours distrait, n’arrête pas de téléphoner à la librairie, croyant avoir affaire à un autre numéro.  Bobinette décide de ne plus répondre quand le téléphone sonnera.  Diffusion : le mardi 21 janvier 1969.
73. Bobinette trouve que Bobino a beaucoup vieilli et aimerait le voir rajeuni comme le docteur Faust a été rajeuni par Méphistophélès.  Elle se déguise en petit diable.  Diffusion : le mercredi 22 janvier 1969.
74. Bobinette veut cirer la chambre du général Garde-à-vous, mais il ne reste plus de cire à plancher.  Diffusion : le jeudi 23 janvier 1969.
75. En sortant de la librairie, le professeur Barbenzinc s’est trompé et a emporté la canne de Bobino à la place de son parapluie.  Bobino réclame sa canne.  Le professeur lui enverra toutes sortes d’objets, sauf la canne demandée.  Diffusion : le vendredi 24 janvier 1969.
76. Le général Garde-à-vous a besoin d’une carte d’état-major pour de grandes manœuvres.  Comme il n’y en a pas à la librairie, Bobinette lui en dessine une, mais elle se trompe dans la disposition de ses points cardinaux, et le général tirera au canon sur la librairie.  Diffusion : le lundi 27 janvier 1969.
77. Bobinette est furieuse contre Charlemagne qui a inventé les écoles.  Bobino se déguise en Charlemagne et vient lui donner une bonne leçon.  Diffusion : le mardi 28 janvier 1969.
78. Bobinette a caché le chapeau de Bobino.  Elle veut le lui faire gagner comme premier prix en le faisant participer au jeu « À la seconde[5] » qu’elle organise.  Diffusion : le mercredi 29 janvier 1969.
79. Le professeur achète une encyclopédie des jeux de balles.  Bobinette veut lui fournir des balles pour qu’il puisse s’exercer aux jeux décrits dans le volume.  Elle se déguise en vendeur et vient montrer ses échantillons très farfelus à Bobino. Diffusion : le jeudi 30 janvier 1969.
80. Le professeur Barbenzinc fait geler toute l’auberge en gardant sa fenêtre ouverte pour essayer de voir les Martiens dans le ciel.  Bobinette, pour lui faire fermer sa fenêtre, se déguise en Martien.  Diffusion : le vendredi 31 janvier 1969.
81. Bobinette décrochera un engagement de comptable aux grands magasins Roudoudou, mais pas du tout celui qu’elle s’attendait.  Diffusion : le lundi 3 février 1969.
82. Bobinette trouve que le taille-crayon de Bobino n’est pas assez rapide et invente une machine qui permettra de tailler cinq cents douzaines de crayons d’un seul coup.  Diffusion : le mardi 4 février 1969.
83. Le professeur Barbenzinc a inventé un nouveau  pétard à la farine à réaction multiple.  Il doit en faire la démonstration au général Garde-à-vous.  Bobinette, qui veut tout connaître de cette invention, se fait passer pour le général.  Diffusion : le mercredi 5 février 1969.
84. À la suite d’un quiproquo, Bobinette croit que Bobino va se fiancer avec mademoiselle Prune.  Elle annonce la nouvelle à tous les amis de la librairie et le fait passer dans un journal local.  Diffusion : le jeudi 6 février 1969.
85. Gustave prépare de la soupe aux carottes pour le  souper.  Bobinette n’aime pas beaucoup les carottes et cherche des stratagèmes pour éviter d’en manger.  Diffusion : le vendredi 7 février 1969.
86. Bobino explique à Bobinette qu’un livre numéroté est un exemplaire de luxe, hors série.  Bobinette veut que son grand frère puisse passer pour un Bobino hors série.  Diffusion : le lundi 10 février 1969.
87. Bobinette prétend que, dans le commerce, il faut toujours s’arranger pour vendre quelque chose, même si le client demande un article qu’on n’a pas.  Diffusion : le mardi 11 février 1969.
88. Bobinette construit un ballon captif pour le général à partir d’un vieux réservoir à huile de chauffage que Tapageur a rempli d’hélium.  Diffusion : le mercredi 12 février 1969.
89. Bobino a avalé un pépin de pomme et Bobinette croit qu’un pommier est en train de pousser dans son estomac.  Diffusion : le jeudi 13 février 1969.
90. Bobino reçoit un cadeau pour la Saint-Valentin.  Il suppose que c’est un tour de Bobinette et imagine que la boîte-cadeau ne contient rien d’autre qu’un pétard à la farine.  Diffusion : le vendredi 14 février 1969.
91. À propos de la deux-millième qui aura lieu jeudi, Bobino raconte l’histoire de Mathusalem qui, lui, a presque fêté ses mille ans.  Bobinette se déguise en Mathusalem.  Diffusion : le lundi 17 février 1969.
92. À l’occasion de la deux-millième émission qui doit avoir lieu jeudi prochain, le maire du village a organisé une petite réception.  Bobino donne une bonne leçon à Bobinette qui a peur de ne pas y  être assez remarquée dans son habituelle robe des dimanches.  Diffusion : le mardi 18 février 1969.
93. Gustave veut ménager une grosse surprise à Bobino pour la 2000e émission, mais pour ça, il faudrait déménager tout ce qui est dans le magasin pour faire de la place.  Bobinette trouve une bonne idée pour que Bobino ne soit pas étonné de ce nettoyage par le vide.  Diffusion : le mercredi 19 février 1969.
94. 2000e émission.  Bobino fête la 2000e en public. Télécino en profite pour montrer des rétrospectives d’émissions passées :  « Bobinette-maréchal », « Bobino-chanteur », « Bobinette vendeur de sel » et « Expo 67[6] ».  Diffusion : le jeudi 20 février 1969.
95. Après une soirée de 2000e mouvementée, Bobino a très sommeil.  Bobinette et Tapageur veulent lui prouver qu’il ronfle comme une locomotive.  Diffusion : le vendredi 21 février 1969.
96. Monsieur Plumeau a lu tous les livres d’espionnage qui sont à la librairie, Bobinette décide de lui en écrire un, s’inspirant d’un scénario qu’elle fait jouer à Bobino.  Diffusion : le lundi 24 février 1969.
97. Un bébé-éléphant est né au zoo du village.  Bobinette voudrait bien aller le voir, mais le zoo est fermé.  Elle utilise un stratagème pour y entrer quand même.  Diffusion : le mardi 25 février 1969.
98. Bobinette prétend que Bobino ne connaît rien dans la vente des livres; elle lui enseigne les méthodes modernes pour vendre à domicile puis pas téléphone.  Diffusion : le mercredi 26 février 1969.
99. Bobino a confisqué à Bobinette une grosse boîte de gâteaux qu’elle voulait manger juste avant l’heure du souper.  Elle trouve un bon moyen de les récupérer.  Diffusion : le jeudi 27 février 1969.
100. Bobinette a trouvé, sur un des rayons de la librairie, un livre sur le langage des fleurs.  Elle y cherche, d’après sa signification, une fleur qui conviendrait mieux à Bobino que la marguerite qu’il porte toujours à sa boutonnière.  Diffusion : le vendredi 28 février 1969.
101. Le général Garde-à-vous veut manger un homard à la mayonnaise.  Bien qu’il n’y ait pas de homard à la cuisine, Bobinette décide de lui en préparer un à base d’ingrédients divers qu’elle fera passer pour du homard.  On présente dans cet épisode les dessins animés suivants: Les Histoires du Magicien d'Oz (titre anglais: Tales of the Wizard of Oz (en): épisode à déterminer; Les Aventures de Tintin, d'après Hergé: titre: Le Secret de la Licorne; Les aventures de Gumby: épisode à déterminer.  Une émission tournée originellement en couleur mais conservée aux Archives de Radio-Canada en Kinéscope noir et blanc.  Diffusion : le lundi 3 mars 1969[1].
102. Bobinette prétend que mademoiselle Prune a peur des fantômes et n’est pas rassurée devant Gustave.  Diffusion : le mardi 4 mars 1969.
103. Bobinette se fait passer pour un animal préhistorique qui a soi-disant connu l’homme de Cro-Magnon.  Bobino lui demande une preuve tangible de ses dires.  Diffusion : le mercredi 5 mars 1969.
104. Bobino a lancé une boule de neige dans l’œil de Camério; pour le cas où ça se reproduirait, Bobinette fabrique un essuie-glace dont elle équipera finalement Bobino.  Diffusion : le jeudi 6 mars 1969.
105. Avec le progrès, la librairies seront peut-être remplacées un jour par des machines distributrices de livres.  Bobinette cherche une idée de métier pour Bobino, si, un jour, il est obligé de fermer la librairie.  Diffusion : le vendredi 7 mars 1969.
106. Bobino a expliqué à Bobinette ce qu’était le prix Goncourt.  Elle décide d’instituer un prix Bobino pour encourager les auteurs de chez nous.  On présente dans cet épisode les dessins animés suivants: Les Histoires du Magicien d'Oz (titre anglais: Tales of the Wizard of Oz (en): épisode: La Réunion; Les Aventures de Tintin, d'après Hergé: titre: Le Crabe aux pinces d'or: sous-titre: Soupçons; Les aventures de Gumby: épisode: La baguette magique. Diffusion : le lundi 10 mars 1969.
107. Bobinette en a assez que ce soit toujours des mêmes personnes que l’on parle dans les journaux.  Bobino se fait passer pour journaliste et vient l’interviewer.  Diffusion : le mardi 11 mars 1969.
108. Après une dispute avec Tapageur, Gustave décide de partir s’engager dans l’armée du général Garde-à-vous.  Bobino et Bobinette chercher un moyen de le faire revenir sur sa décision.  Ils tiennent à le garder parmi eux.  Diffusion : le mercredi 12 mars 1969.
109. Le professeur Barbenzinc a inventé un appareil à raccommoder les chaussettes.  De son côté, Bobinette en fabrique un pour couper les pages des livres.  Bobino se servira des deux appareils sans demander avis à leurs constructeurs.  Le résultat sera désastreux.  Diffusion : le jeudi 13 mars 1969.
110. Monsieur Barigoule a demandé à Bobinette de dessiner, pour son cours du soir, le palais de la Belle au bois dormant.  Bobino n’est pas d’accord avec ses façons successives de traiter ce sujet.  Diffusion : le vendredi 14 mars 1969.
111. Le général Garde-à-vous a cassé son réveille-matin.  En attendant, Bobinette veut lui prêter une pendule à eau qu’elle équipera d’un système d’alarme.  Diffusion : le lundi 17 mars 1969.
112. Pour faire « mousser » la vente des livres de fables de la Fontaine, Bobinette organise un concours dont le sujet portera sur l’une de ces fables.  Diffusion : le mardi 18 mars 1969.
113. Bobino décommande un photographe qui voulait venir photographier Bobinette.  Pour jouer un tour à son grand frère, Bobinette se fait passer pour ce photographe.  Diffusion : le mercredi 19 mars 1969.
114. Pour rendre service au fermier qui part en voyage, Bobinette décide d’amener à la librairie l’une de ses vaches, particulièrement difficile, pour s’en occuper pendant son absence.  Diffusion : le jeudi 20 mars 1969.
115. Après le général, c’est Bobino qui a des problèmes de réveille-matin.  La sonnerie du sien n’est pas assez forte et il ne l’entend pas le matin.  Bobinette cherche un système compensateur.  Diffusion : le vendredi 21 mars 1969.
116. Bobinette veut se réduire à la taille d’un microbe pour observer de près les cristaux de neige, sans avoir besoin d’un microscope.  Diffusion : le lundi 24 mars 1969.
117. Le général Garde-à-vous a reçu, pour faire ses grandes manœuvres, un appareil de téléphone de campagne.  Il en fait l’essai avec Bobino mais cet essai ne s’avère pas aussi concluant qu’on l’aurait espéré.  Diffusion : le mardi 25 mars 1969.
118. Bobinette a lu le Livre de la jungle de Rudyard Kipling.  Elle joue un chapitre de cette histoire avec son grand frère : lui sera Shere Kahn et elle le petit Mowgli.  Diffusion : le mercredi 26 mars 1969.
119. Bobino fait écouter à Bobinette des extraits de Le Carnaval des animaux de Camille Saint-Saëns.  Cette audition donne à Bobinette l’idée de composer, elle aussi, un chef-d’œuvre musical dans le même esprit.  On présente dans cet épisode les dessins animés suivants: Les Histoires du Magicien d'Oz (titre anglais: Tales of the Wizard of Oz (en): épisode à déterminer; Les Aventures de Tintin, d'après Hergé: titre: Le Crabe aux pinces d'or: sous-titre: Péril; Dessin animé absent.  Une émission tournée originellement en couleur mais conservée aux Archives de Radio-Canada en Kinéscope noir et blanc.  Diffusion : le jeudi 27 mars 1969[1].
120. Bobinette et Tapageur cherchent une idée de Pâques pour la vitrine du magasin.  Diffusion : le vendredi 28 mars 1969.
121. Le professeur Barbenzinc ne veut pas admettre que trois fois trois font neuf.  Bobinette décide de lui donner un cours de calcul.  Mais c’est Bobino qui vient à ce cours, déguisé en professeur Barbenzinc.  Diffusion : le lundi 31 mars 1969.
122. Pour marquer le 1er avril, Bobinette décide de jouer un tour à son grand frère.  Ce tour lui retombera malencontreusement sur le nez.  Diffusion : le mardi 1er avril 1969.
123. Bobino explique à Bobinette qu’il faut 21 jours pour faire éclore un poussin.  Bobinette trouve que c’est trop et invente une nouvelle sorte de couveuse.  Diffusion : le mercredi 2 avril 1969.
124. Bobinette se déguise en vendeur et vient proposer à Bobino des modèles de cloches qu’on pourra s’attacher autour du cou pour partir à Rome, selon la tradition du jeudi saint.  Diffusion : le jeudi 3 avril 1969.
125. Bobino et Bobinette décorent des œufs de Pâques.  Bobinette a une très bonne idée pour donner  à l’un d’entre eux l’allure du Gustave.  Diffusion : le vendredi 4 avril 1969.
126. Mlle Prune est désolée :  il n’y avait pas d’horoscope dans sa revue de mode hebdomadaire.  Bobinette décide de lui en faire un.  Ce qui conduira Bobino dans une situation périlleuse.  Diffusion : le lundi 7 avril 1969.
127. Le général Garde-à-vous est triste : les grandes manœuvres qu’il escomptait ont été décommandées.  Pour le dérider, Bobinette décide de lui présenter un spectacle de théâtre aux armées.  Diffusion : le mardi 8 avril 1969, exceptionnellement à 13:00.
128. Bobinette est allée à Montréal avec Gustave.  Elle en revient sans un sou alors qu'elle avait emporté toutes ses économies.  Bobino voudrait bien savoir à quoi elle a dépensé son argent.  Diffusion : le mercredi 9 avril 1969.
129. À la suite d’une conversation téléphonique Bobinette a cru comprendre que Bobino allait la remplacer par un autre serveuse à la librairie.  Elle décide de se défendre pour ne pas donner sa place.  Diffusion : le jeudi 10 avril 1969.
130. Bobinette joue les armateurs : elle veut fonder une compagnie de navigation pour les souris.  Diffusion : le vendredi 11 avril 1969.
131. Bobinette a trouvé par terre la boucle de Bobino.  Elle décide de donner une bonne leçon à son grand frère qui prétend toujours qui lui, au moins, ne perd pas ses affaires.  Diffusion : le lundi 14 avril 1969 (ou 16:30, selon qu’il y a eu présentation d’un match de Baseball).
132. Bobinette cherche un moyen qui lui permettra de voler dans le ciel à la façon des oiseaux.  Diffusion : le mardi 15 avril 1969.
133. Monsieur Barigoule, professeur de Bobinette, aimerait avoir un film sur « La Cigale et la fourmi » pour le projeter à ses élèves.  Bobino et Bobinette se proposent de tourner pour lui cette fable de La Fontaine.  Diffusion : le mercredi 16 avril 1969.
134. Bobino raconte à Bobinette l’histoire de la femme de Loth qui fut changée en statue de sel par suite de sa curiosité.  Bobinette adapte cette histoire pour corriger Bobino qu’elle prétend très curieux.  Diffusion : le jeudi 17 avril 1969.
135. Bobinette construit une cabane à oiseaux pour les hirondelles. Cela ne se passera pas sans problème.  Diffusion : le vendredi 18 avril 1969.
136. Le professeur Barbenzinc a inventé un appareil à nettoyer les cuivres.  Bobino en fait l’essaie.  Cet essaie s’avèrera désastreux.  Diffusion : le lundi 21 avril 1969.
137. Bobino répare le vieux pont qui enjambe le ruisseau dans le jardin familial.  Bobinette lui dit qu’il n’y connaît rien et se déguise en vendeur pour venir lui proposer un pont neuf.  Diffusion : le mardi 22 avril 1969.
138. Le professeur Barbenzinc veut se baigner dans la mare aux canards, en plein mois d’avril.  Bobinette décide de lui donner une leçon de natation.  Diffusion : le mercredi 23 avril 1969.
139. Bobino explique à Bobinette l’utilisation des phares au bord de la mer.  Ce qui donne à Bobinette une idée géniale pour augmenter le chiffre d’affaires de la librairie.  Diffusion : le jeudi 24 avril 1969.
140. Bobinette répète un numéro de ballet qu’elle veut présenter, avec son amie Philomène, à l’émission « Zoom[7] » de Radio-Canada.  Diffusion : le vendredi 25 avril 1969.
141. Bobino explique à Bobinette le fonctionnement d’un hydromètre.  Diffusion : le lundi 28 avril 1969.
142. Mademoiselle Prune demande à Bobino de lui composer une chanson pour son cercle de couture.  Bobinette prétend que son grand frère n’y connaît rien dans la chansonnette et décide d’en composer une à sa façon.  Diffusion : le mardi 29 avril 1969.
143. Bobinette a appris que l’eau, en s’évaporant, formait des nuages qui donnent la pluie.  Cela lui donne l’idée d’essayer une expérience plus que saugrenue.  Diffusion : le mercredi 30 avril 1969.
144. Pour consoler Bobinette dont l’amie Philomène a dû rentrer chez elle, Bobino lui propose une partie de fers à cheval.  Malheureusement, il ne sait pas à quoi il s’engage.  Diffusion : le jeudi 1er mai 1969.
145. Bobinette organise un concours entre Camério et Bobino : C’est à qui trouvera le plus d’erreurs dans un dessin qu’elle a fait.  Diffusion : le vendredi 2 mai 1969.
146. Bobino fait une commande de journaux dans une agence de presse française.  Bobinette se déguise en titi parisien et vient lui apporter des journaux qui ne sont pas ceux qu’il attendait.  Diffusion : le lundi 5 mai 1969.
147. Bobino explique à Bobinette qu’il n’y a que les gens célèbres qui ont leur nom dans le dictionnaire.  Bobinette cherche un moyen de rendre son grand frère célèbre pour que son nom puisse figurer parmi ceux des gens de génie.  Diffusion : le mardi 6 mai 1969.
148. Le général Garde-à vous veut améliorer sa technique lorsqu’il saute en parachute.  Pour tomber avec précision à l’endroit prévu, il veut y installer un électro-aimant qui l’attirera grâce à ses bottes ferrées.  Bobino explique à Bobinette comment fonctionne un électro-aimant, ce qui donne à sa petite sœur une nouvelle idée saugrenue.  Diffusion : le mercredi 7 mai 1969.
149. Bobinette prétend que, si on plante des oignons de tulipe à l’envers, les tulipes vont sortir en Chine.  Diffusion : le jeudi 8 mai 1969.
150. Le professeur Barbenzinc veut se monter une collection de papillons.  Bobinette décide de l’en empêcher car elle trouve odieux qu’on puisse capturer de pauvres petits animaux sans défense.  Diffusion : le vendredi 9 mai 1969.
151. C’est l'anniversaire de Bobinette et elle croit que son grand frère n’y a pas pensé.  Elle cherche à le lui rappeler de manière détournée.  Diffusion : le lundi 12 mai 1969.
152. La librairie Gustave et compagnie fait de mauvaises affaires avec une certaine marque de crayon de couleurs qui ne se vend pas.  Bobinette décide de corriger cette mévente en faisant appel à la publicité.  Diffusion : le mardi 13 mai 1969.
153. Bobinette apprend que Napoléon a fait construire l’Arc de triomphe pour perpétuer le souvenir de ses victoires.  Elle décide d’en fabriquer un pour commémorer les victoires du général Garde-à vous.  Diffusion : le mercredi 14 mai 1969.
154. Bobinette veut remplacer le vieux comptoir du magasin par un meuble de style.  Elle commande un secrétaire Louis-XV, mais celui qu’elle recevra ne sera pas celui qu’elle attendait.  Diffusion : le jeudi 15 mai 1969.
155. Bobinette met au point un projet extraordinaire pour améliorer la vie que mènent les grenouilles dans la mare aux canards.  Diffusion : le vendredi 16 mai 1969.
156. Tapageur voudrait jouer du violon mais il a cassé les cordes de son instrument.  À la place d’un autre violon, Bobinette propose de lui fournir un violoncelle d’un modèle issu tout droit de son imagination farfelue.  Diffusion : le lundi 19 mai 1969.
157. Bobino veut participer à un concours de photographies d’animaux.  Bobinette se déguise en spécialiste de la photographie et vient lui donner un cours.  Diffusion : le mardi 20 mai 1969.
158. Bobino explique à Bobinette comment mesurer l’amplitude des tremblements de terre.  Partant de ces explications, Bobinette se lance dans une nouvelles. Idée.  Diffusion : le mercredi 21 mai 1969.
159. Aucune description.  Diffusion : le jeudi 22 mai 1969.
160. Mademoiselle Prune est remplie de chagrin à l’idée de ne plus voir Bobino et Bobinette pendant les prochaines vacances.  Bobinette trouve une solution idéale pour tout arranger.  Diffusion : le vendredi 23 mai 1969.
161. En vue des prochaines vacances, Bobinette se fabrique un nouveau modèle de chapeau de voyage.  Il provoquera une série d’incidents vraiment imprévus.  Diffusion : le lundi 26 mai 1969.
162. Le général Garde-à-vous fait son entraînement de gérant de librairie : fonction qu’il devra remplir durant les vacances.  Ne voulant recevoir de conseils de personne, il met tout le monde à la porte du magasin, ce qui ne sera pas sans duites fâcheuses.  Diffusion : le mardi 27 mai 1969.
163. Bobino explique à Bobinette ce qu’est un agent d’assurances.  Elle se déguise en agent d’assurances et vient lui proposer un contrat aux clauses plutôt  saugrenues.  Diffusion : le mercredi 28 mai 1969.
164. Bobinette a peur que tout ne soit pas prêt pour le départ en vacances qui doit avoir lieu le lendemain.  Elle se mêle de préparatifs qui ne sont pas son affaire et ne fait que tout compliquer.  Diffusion : le jeudi 29 mai 1969.
165. Le général, qui doit remplacer Bobino à la librairie pendant l’été, a demandé qu’on lui fasse une remise solennelle de la clé du magasin.  Bobinette trouve une très bonne idée pour qu’il ne perde pas cette clé pendant les vacances.  Diffusion : le vendredi 30 mai 1969.  Dernier épisode de la saison.

La semaine suivante, c'est l'émission Ulysse et Oscar qui a pris la relève pour l'été mais à 10:30 du matin.
Parmi les dessins animées présentés durant la saison 1968-1969 de Bobino, nous retrouvons Sourissimo et Andy et les castors.
Source:  Ici Radio-Canada - horaire de la télévision
Les textes de Bobino sont retranscrits avec l'aimable autorisation de M. Michel Cailloux, auteur des textes.